# Анафора (мовознавство)
Ана́фора (від грец. ἀναφέρειν — відносити назад, зводити до чогось, повертати) — лінгвістичне явище, залежність інтерпретації деякого виразу від іншого виразу, що зазвичай раніше зустрічався в тексті. Це вираз називається антецедент (якщо він з'являється до анафоричного виразу) або постцедент (якщо з'являється після).
Наприклад, в висловлюванні «Мама мила підлогу. Вона вимила її начисто» анафоричний вираз «вона» відсилає до антецеденту мама, а вираз «її» — до антецеденту підлога. Самий анафоричний вираз часто іменується анафор (англ. Anaphor) і зазвичай є займенником або іншим дейксичним елементом.
Розв'язок анафори (знаходження правильного антецедента для анафоричного займенника) є важливою проблемою в областях штучного інтелекту і комп'ютерної лінгвістики. З 2015 року організація Commonsense Reasoning планує проводити щорічний конкурс «Winograd Schema Challenge», присвячений вирішенню такого роду завдань.